# Фортеця Кенігштайн

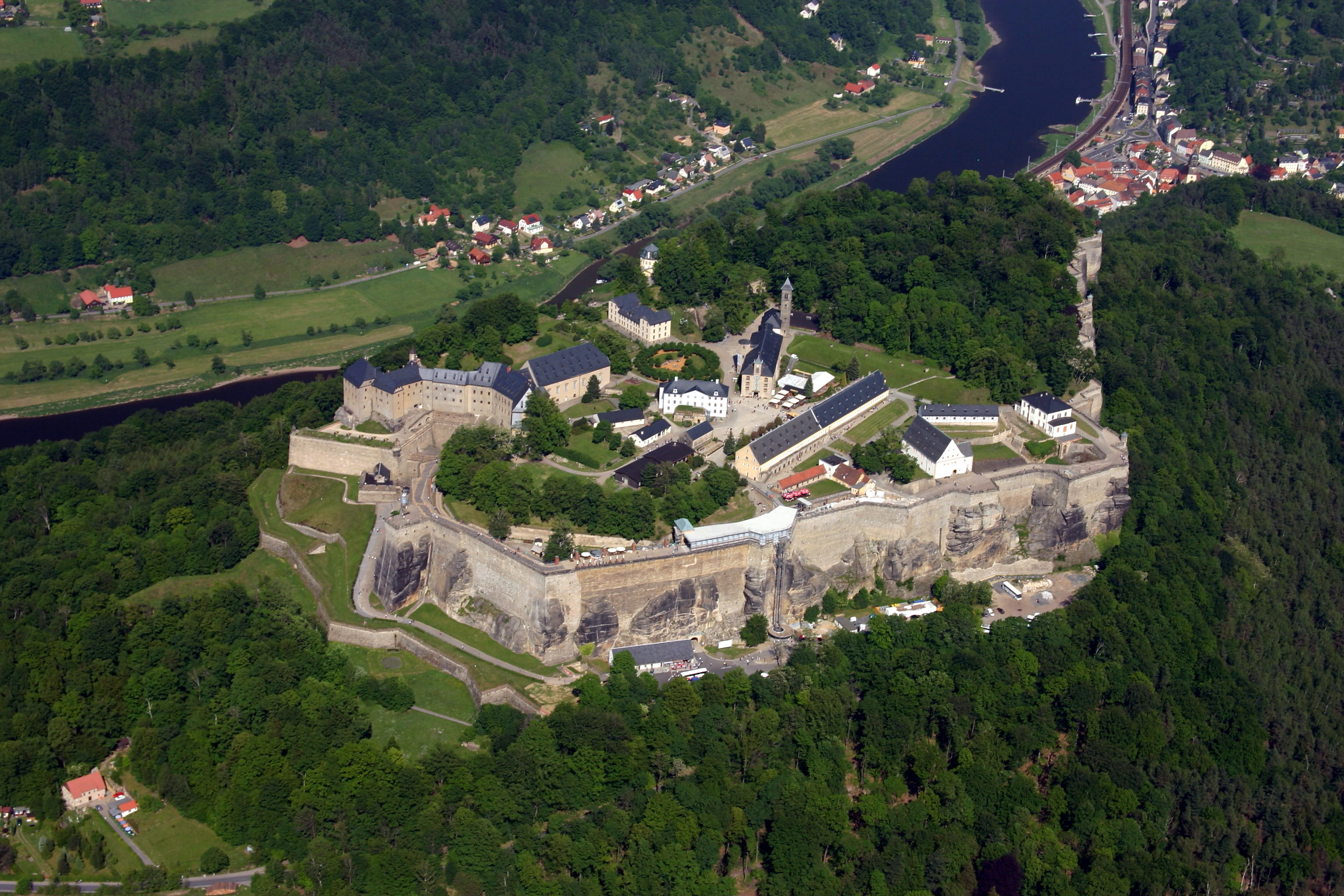
Вигляд з літака. 2008

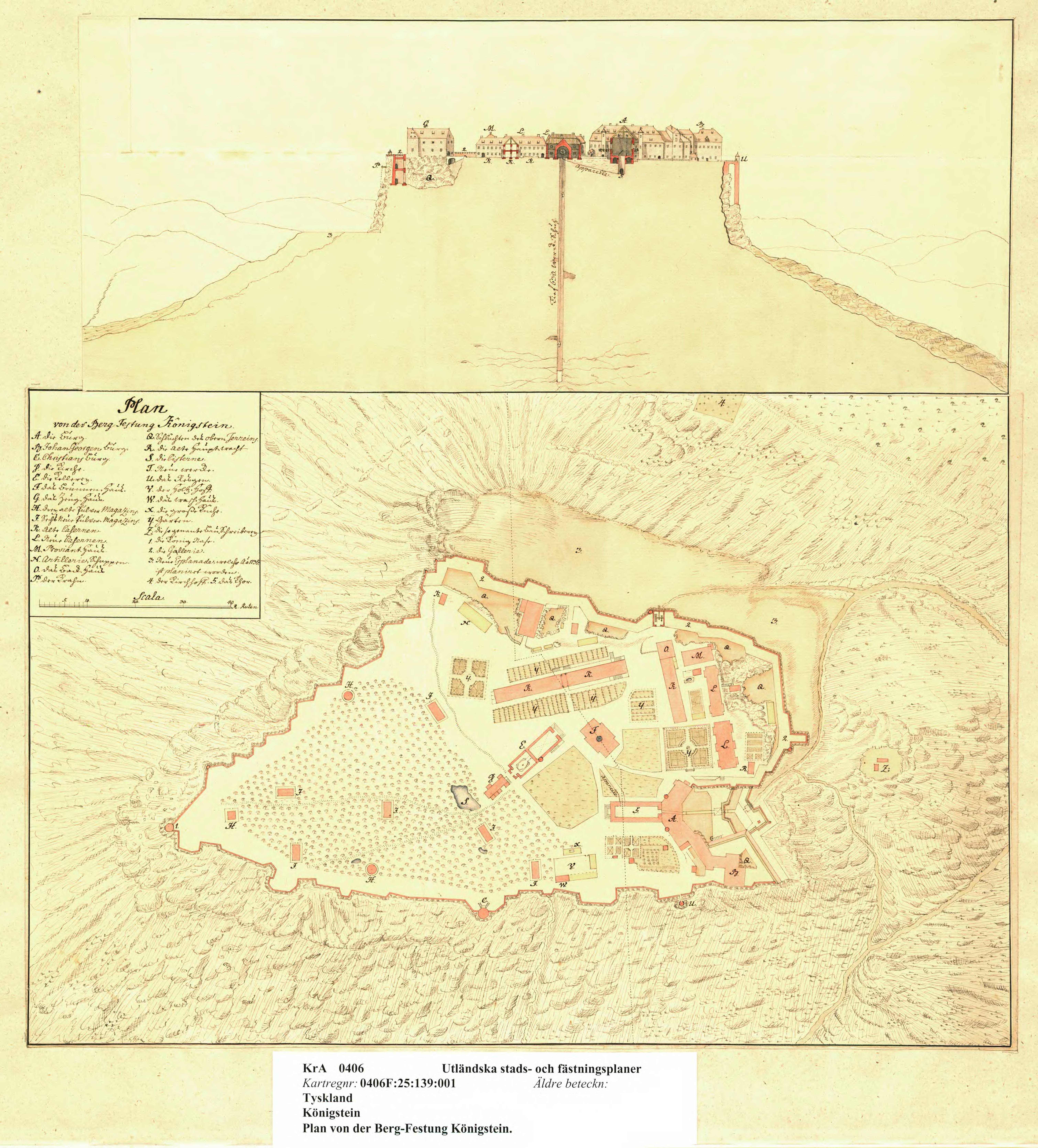
План фортеці. 1690

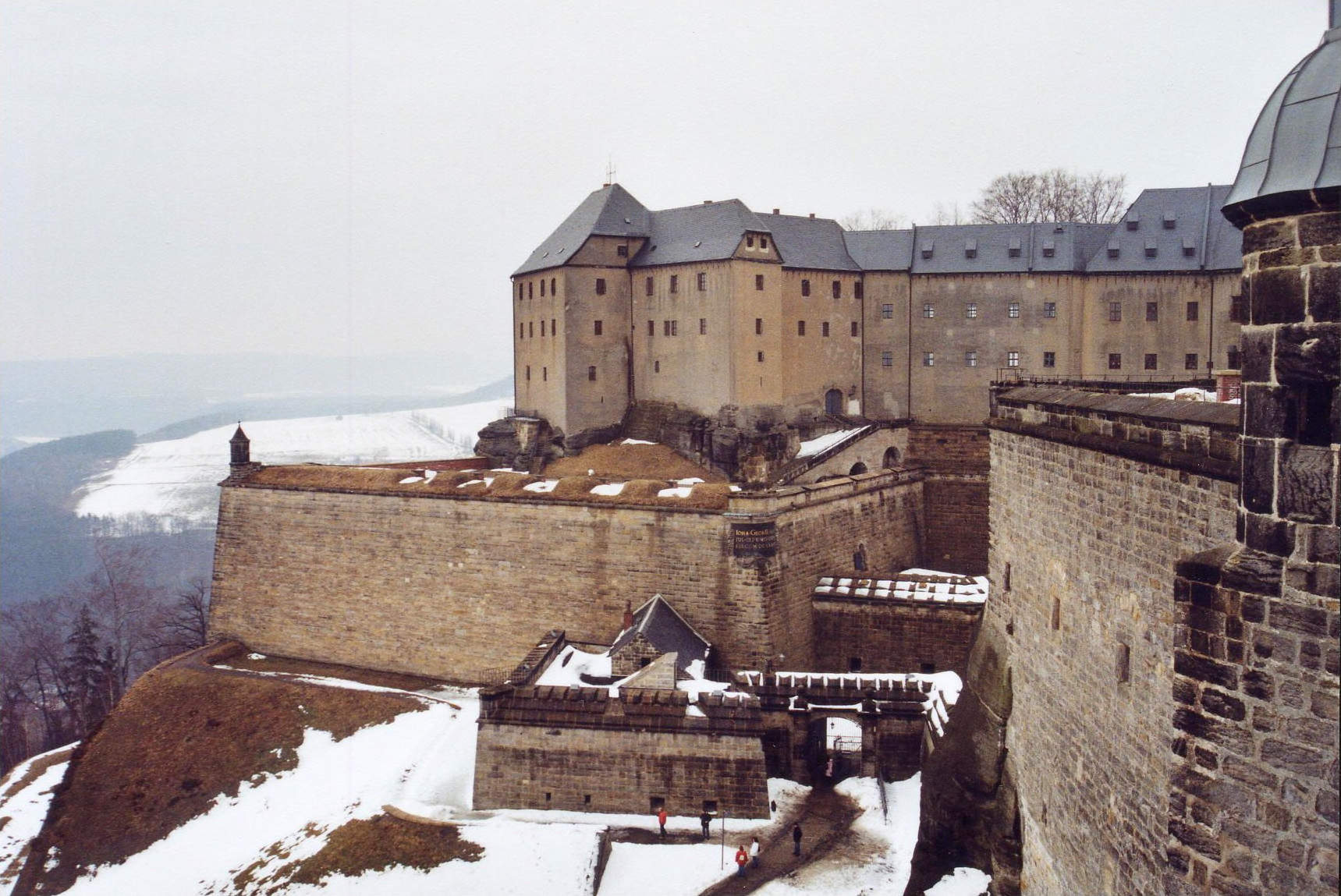
Замок св. Георгія у складі фортеці

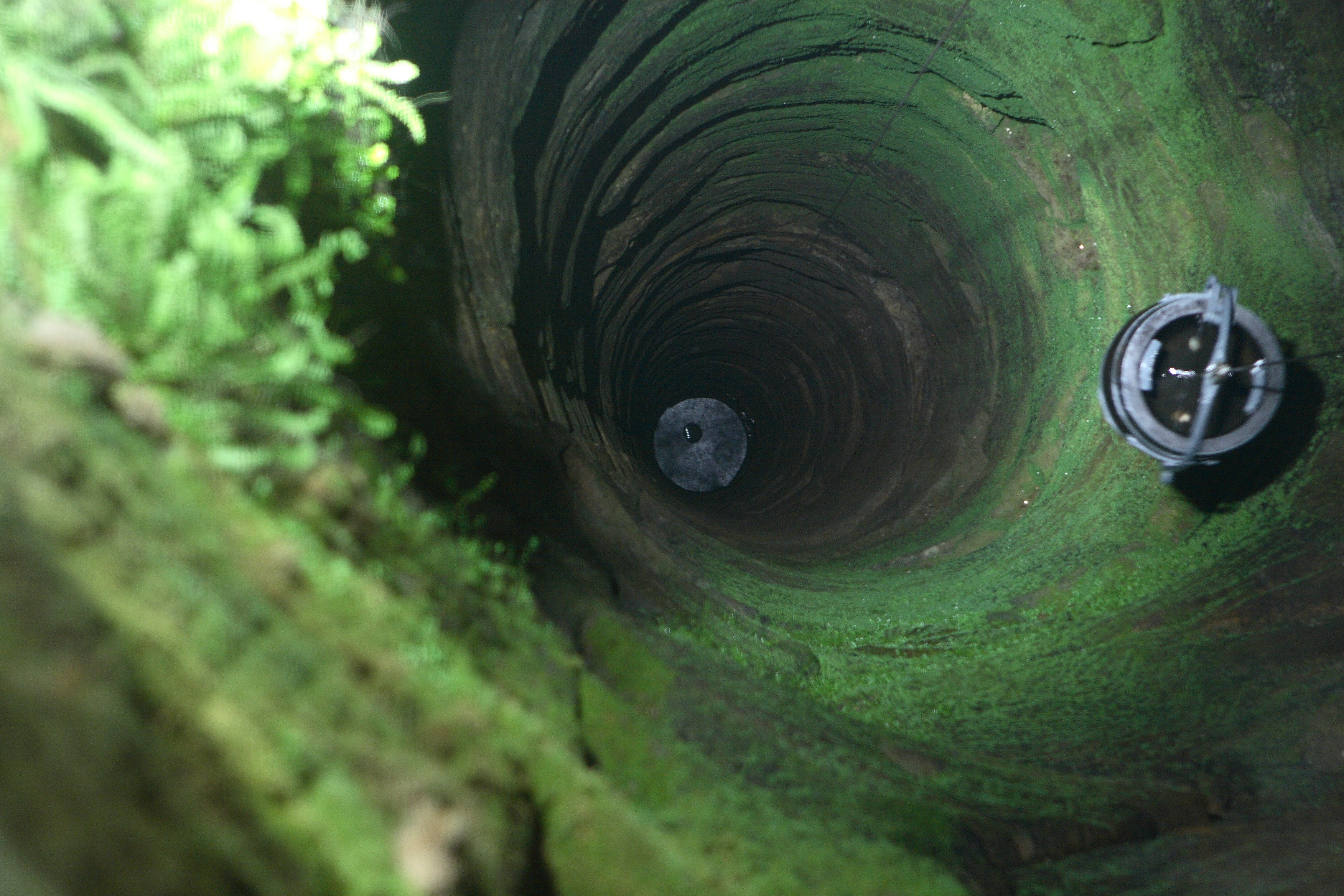
Колодязь фортеці Кенігштайн.

Фортеця Кенігштайн (нім. Festung Königstein, «фортеця Королівський камінь») — фортеця в Саксонській Швейцарії.
Скелясте плато площею 9,5 га піднімається на висоті 240 м над річкою Ельба. У центрі фортеці знаходиться найглибший колодязь Саксонії і другий за глибиною Європи (152,5 м).

## Історія

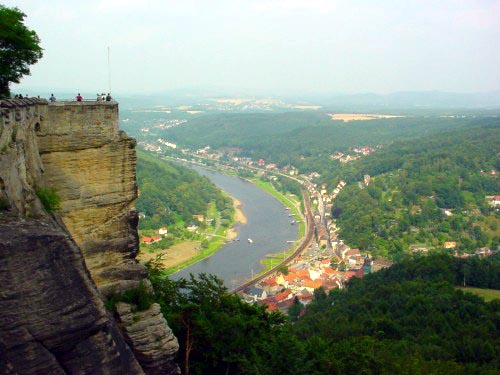
Вид з фортеці на Ельбу.

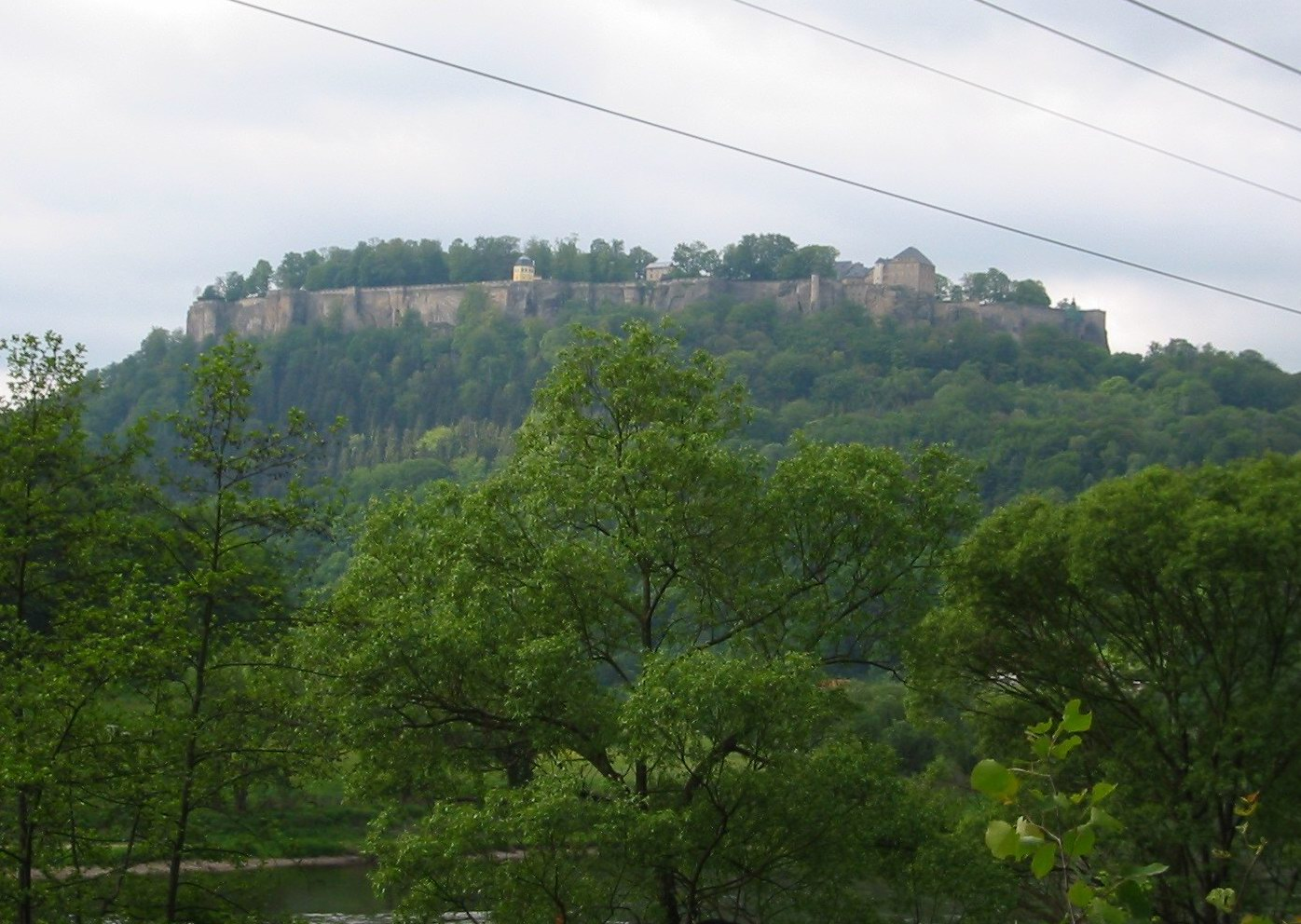
Вид з Ельби на фортецю.

Вперше згадується в грамоті чеського короля Вацлава I (1233). Потім — у в «Верхньолужицькій граничной грамоті» 1241 року, на яку Венцель I поставив печатку «лат. in lapide regis» (на камені короля).
25 квітня 1459 р. за Егерською угодою було остаточно визначено саксонсько-чеський кордон і таким чином фортеця перейшла у Майсенське маркграфство.
Герцог Георг Бородатий, рішучий противник реформації, створив у 1516 р. целестинський монастир на Кенігштайні, але цей монастир проіснував лише до 1524 року — після смерті герцога Саксонія стала протестантською.